# Richard d'Alton
Richard d'Alton, a volte Richard Graf Von Alton, a volte Dalton (Rathconrath, 1733 circa – Spira, 16 febbraio 1791), è stato un generale austriaco.
Divenuto conte e generale, fu tra i principali responsabili del successo della Rivoluzione del Brabante.

## Un irlandese al servizio dell'Imperatore
Nacque a Rathconrath, in Irlanda, attorno al 1733, da un'antica famiglia, già signori del luogo. Molto giovane si arruolò nell'esercito Imperiale, uno dei molti irlandesi che vi fecero fortuna, dal Nugent al Brady.  Prese parte alle campagne del Reno ed in Italia, probabilmente nel corso della Guerra di successione austriaca, poi alla Guerra dei sette anni, distinguendosi a Francoforte, Liegnitz e Landeshut.  Nel 1772, con la prima spartizione della Polonia, si distinse ancora nelle operazioni militari che portarono alla occupazione della Galizia.

## La nobilitazione
Ne venne premiato con 'lettera patente' concessa il 25 aprile 1777 da Maria Teresa che parlava di straordinari, fedeli e durevoli servigi in guerra, resi per 34 anni, con impeccabile attaccamento a noi ed alla nostra casa ducale … straordinarie prove delle sue capacità … prudenza e valore. In data incerta, ma, probabilmente, contestuale alla nobilitazione, divenne, anche, tenente generale. Comunque, in quella occasione al titolo si aggiunse un reggimento di fanteria.  Prese poi parte alla Guerra di successione bavarese.
Il titolo concesso da Maria Teresa, aveva valore  in tutto il nostro regno ereditario e principati. Ma nel 1785 la patente venne riconosciuta anche nei domini Britannici, dal governatore inglese dell'Irlanda.  Per festeggiare la nobilitazione, d'Alton fece edificare, nel 1784, una residenza nel natio villaggio di Rathconrath. Eppoi, con il fratello James, un'attigua piramide, in marmo bianco, in onore di Maria Teresa, di Giuseppe II e di Giorgio III. Sul quarto lato pose lo scudo di famiglia, concesso da Maria Teresa insieme al titolo ducale.

## Comandante militare dei Paesi Bassi austriaci
Nel complesso, pare si fosse guadagnato la reputazione di soldato adatto ad eseguire ordini in modo efficace e violento.  Specie in occasione della repressione di una rivolta in Transilvania, allorché si distinse per aver impiccato gli insorti valacchi a forche particolarmente alte.  Queste furono, probabilmente, le credenziali che convinsero l'Imperatore Giuseppe II a sceglierlo quale generale comandante delle truppe nei Paesi Bassi austriaci.  

Giunto a Bruxelles nel 1787, in sostituzione del conte di Murray, impiegò con larghezza il doloroso metodo del cannone e delle baionette. In circa di un anno di repressione, tuttavia, non riuscì affatto a reprimere la contestazione e, per giunta, disperse la non numerosa truppa in numerose e piccole guarnigione. Cosicché non fu in grado di opporre sufficiente resistenza quando venne la vera e propria insurrezione del Brabante, nel 1789: gli insorti ebbero un primo successo a Thurnhout, poi lo sconfissero a Gand e lo costrinsero ad evacuare Bruxelles, abbandonando artiglieria, tesoro pubblico (circa 2 milioni di fiorini) e moltissimi disertori passati ai ribelli.

## Caduta in disgrazia e drammatica morte
Giuseppe II, estremamente scontento, lo rimosse dall'incarico. Per giunta, egli venne formalmente accusato del mancato salvataggio dei 2 milioni di fiorini esottoposto a corte marziale.  Ebbe, forse, un burrascoso colloquio, il 2 gennaio 1790, con Giuseppe II.  Certamente, per difendersi, sul finire del 1790 pubblicò una ponderosa memoria, che poi integrò con una memoria specifica riguardo alla Uscita delle truppe imperiali da Bruxelles, il 2 dicembre 1789 (disponibile su internet  ).
Tuttavia, il processo non ebbe mai luogo, poiché il generale si suicidò a Spira (o nella vicina Treviri) il 16 febbraio 1791.  Forse sulla strada da Bruxelles a Vienna, sicuramente prima che la corte marziale avesse cominciato il processo.

## Altri d'Alton
Essendo il d'Alton celibe, del titolo di Conte poterono fregiarsi anche, il fratello maggiore Christopher, il secondo fratello James, il cugino Edward, la sorella Elizabeth Nugent:
- James d'Alton, fu governatore di Gratz, attorno al 1780.  Dopo la battaglia di Jemappes venne trasferito a Bruxelles.  La moglie morì in un naufragio sulle coste dell'Essex,mentre cercava di passare in Irlanda.
- Edward d'Alton (Grenanstown, 9 agosto 1737 - Dunquerque 24 agosto 1793, il fratello uterino, maggiore generale dal 1783 e luogotenente-feldmaresciallo dal 9 ottobre 1789[10], morì all'assedio di Dunquerque, nel 1793, e venne sepolto con tutti gli onori dagli Austriaci.
- Jacob d'Alton (Milltown 1724 - 1793), fratello del precedente, maggiore generale dal 1777 e luogotenente-feldmaresciall dal 14 marzo 1790[10].

Da non confondere con l'omonimo Richard Dalton (1715-1791), incisore e stampatore britannico, morto lo stesso anno.